# Oskar Lutz
Oskar Lutz (* 1. April 1902 in Reval, Gouvernement Estland, Russisches Kaiserreich; † 5. August 1975 in Hannover) war ein deutscher Politiker (GB/BHE, später DRP). Er war von 1955 bis 1959 Abgeordneter im Landtag von Niedersachsen.

## Leben
Lutz besuchte 1911 die Volksschule Reval und von 1912 bis 1920 das Realgymnasium Reval. Nach bestandener Abiturprüfung im Juni 1920 studierte er bis 1924 Rechtswissenschaften in Dorpat, wo er Mitglied der Studentenverbindung Fraternitas Academica wurde. Nach bestandenem Diplom am 17. Dezember 1924 ließ er sich bis 1930 ausbilden und arbeitete bis 1939 als Rechtsanwalt in Reval. Von 1932 bis 1939 war er in der volksdeutschen Arbeit (ab 1935 als Landesleiter der deutschen Bewegung in Estland) und ab 1936 in der Erneuerungsbewegung tätig. Im Jahr 1939 wurde er in den Warthegau umgesiedelt und in Posen umgeschult; die Einbürgerung erfolgte am 1. November des Jahres. Im Jahr darauf zog er als Ausgleichsberechtigter in den Kreis Krotoschin.
Am 12. August 1940 beantragte Lutz die Aufnahme in die NSDAP und wurde zum 1. März 1941 aufgenommen (Mitgliedsnummer 8.188.687), er brachte es zum Zellenleiter der Ortsgruppe Goldenau im Kreis Jarotschin. Zudem war er stellvertretender Ortsbauernführer. Bereits am 13. November 1939 war Lutz Mitglied in der SS geworden (SS-Nummer 382.315), in der er den Rang eines SS-Hauptsturmführers erreichte. In der SS war er Angehöriger des SS-Stammes 109/42, 109 Stand (41/42), Stab Oberabschnitt Warthe (1939/41). Zudem war Lutz von 1940 bis 1945 Mitglied in der NSV und von 1942 bis 1945 im NS-Altherrenbund.
Im Januar 1945 gelang ihm die Flucht in den Südharz, wo ihn amerikanische Truppen aufgriffen und bis 1947 in einem Internierungslager festhielten. Sein Entnazifizierungsverfahren zog sich von 1947 bis zum 10. September 1948 hin. Danach erhielt er jedoch wieder seine Zulassung als Rechtsanwalt in Hannover, wo er 1954 auch als Notar zugelassen wurde.
Während seines Entnazifizierungsverfahrens hatte Lutz zunächst als Jahr seines Beitritts zur SS fälschlich 1941 statt 1939 angegeben und sein Amt als Hauptsturmführer verschwiegen. Dies wurde durch den Entnazifizierungs-Hauptausschuss für besondere Berufe Hannover aufgedeckt. Dennoch erkannte der Ausschuss in Lutz, der schließlich in Kategorie IV entnazifiziert wurde, keinen wesentlichen Förderer des Nationalsozialismus und hielt ihm zugute, dass er „von dem Verhalten der SS während des Krieges als Balte keine Kenntnis hatte.“ (zitiert bei Gleinke, S. 106).
Bereits 1949 wurde Lutz Mitglied des BHE und war ab 1950 deren erster Kreisvorsitzender in Burgdorf. Seit 1955 war Lutz Landesverbandsvorsitzender des GB/BHE. In der dritten Wahlperiode von 1955 bis 1959 war er Mitglied des Niedersächsischen Landtags, wo er bis September 1957 der GB/BHE-Fraktion angehörte. Danach war er wenige Monate Mitglied der FDP-GB/BHE-Fraktion, bevor er für zwei Monate fraktionslos war und er sich am 29. Oktober 1958 der DRP-Fraktion anschloss (ab 1959 war er zudem Mitglied des DRP-Parteivorstandes, 1960 stellvertretender Vorsitzender der DRP). Nach Ende der Wahlperiode schied er aus dem Landtag aus. 1961 trat er aus der DRP wegen deren Aufgabe des Neutralitätskurses aus. Er war Mitbegründer der Deutschen Freiheitspartei 1962 und wurde dort amtierender Vorsitzender. Als sich 1965 die DFP an dem national-neutralistischen Bündnis Aktionsgemeinschaft Unabhängiger Deutscher beteiligte, wurde Lutz stellvertretender Vorsitzender. 1967 trat er aus der AUD wegen deren Linkskurs aus und wurde später Mitglied der CDU.